# James Rivière
James Rivière (* 7. Dezember 1949 in Paris) ist ein italienischer Künstler und Designer, bekannt vor allem für sein Schmuckdesign.

## Leben
Als er fünfundzwanzig Jahre alt war, wurde er von der Fakultät für Bildhauerei in Danzig zum Honorarprofessor für ein Seminar über Kunststoffformen in Metall eingeladen. Er war 1977 an der Gründung des Centro Design Orafo in Mailand beteiligt. 1978 gründete er das erste Seminar für Schmuckdesign für das Istituto superiore di Design in Mailand. Er war an der Schaffung der Schmuckabteilung des Istituto Europeo di Design in Mailand beteiligt, wo er mehrere Jahre lehrte. Seine Werke finden sich in internationalen Museen und Privatsammlungen.

## Werke
- „Optical Titanio Diago“, Halskette, Victoria and Albert Museum[1], London, 1973
- „Volcano“, Halskette, Ring, Brosche, 1980
- „Monolith“, Armband, Louvre-Museum Paris, 2007
- „Isole Innamorate“, Privatsammlung, 1998
- „Emersioni da Atlantide“, Privatsammlung, 1994
- „Goccie di Fuoco“, Privatsammlung, 1991
- „Luna Quadra“, Halskette, Privatsammlung, 1985
- „Segreto“, Privatsammlung, 1988

## Auszeichnungen
- 1972 Museum für Design Triennale di Milano
- 1973 Museum für Design Triennale di Milano